# عباس‌آباد (کوهپایه)
عباس‌آباد (کوهپایه) روستایی در دهستان جبل بخش تودشک شهرستان کوهپایه استان اصفهان ایران است.

## جمعیت
بر پایه سرشماری عمومی نفوس و مسکن در سال ۱۳۹۵ جمعیت این روستا ۲۰ نفر (۷خانوار) بوده‌است.